# Municipio de Ohio (Illinois)
El municipio de Ohio (en inglés: Ohio Township) es un municipio ubicado en el condado de Bureau en el estado estadounidense de Illinois. En el año 2010 tenía una población de 823 habitantes y una densidad poblacional de 8,34 personas por km².

## Geografía
El municipio de Ohio se encuentra ubicado en las coordenadas 41°32′42″N 89°27′11″O / 41.54500, -89.45306. Según la Oficina del Censo de los Estados Unidos, el municipio tiene una superficie total de 98.71 km², de la cual 98,68 km² corresponden a tierra firme y (0,03 %) 0,03 km² es agua.

## Demografía
Según el censo de 2010, había 823 personas residiendo en el municipio de Ohio. La densidad de población era de 8,34 hab./km². De los 823 habitantes, el municipio de Ohio estaba compuesto por el 97,81 % blancos, el 0,36 % eran afroamericanos, el 0,12 % eran asiáticos, el 0,24 % eran de otras razas y el 1,46 % eran de una mezcla de razas. Del total de la población el 1,82 % eran hispanos o latinos de cualquier raza.